# Petros Moliviatis
Petro Molyviatis (en griego: Πέτρος Γ. Μολυβιάτης ) (Chios, 12 de junio de 1928-Atenas, 4 de mayo de 2025) fue un político griego. Fue ministro de relaciones exteriores de Grecia en tres ocasiones: marzo de 2004-febrero de 2006; mayo y junio de 2012; y 28 de agosto-23 de septiembre de 2015. En esta última ocasión, en el gabinete de la primera ministra Vasilikí Thanou.

## Biografía
Tras haber estudiado Derecho en la Universidad de Atenas, ingresó en el cuerpo diplomático de Grecia. Estuvo destinado en las embajadas de Moscú (Rusia), Pretoria (Sudáfrica) y Ankara (Turquía); Naciones Unidas (Nueva York) y la OTAN (Bruselas).
Además del griego, hablaba inglés y francés.
Fue presidente de la Fundación Konstantinos Karamanlis. Estaba casado y tenía una hija y un hijo.
Falleció el 4 de mayo de 2025 en un hospital de Atenas por complicaciones de una insuficiencia respiratoria a la edad de 96 años.